# أندرو فوكس
أندرو فوكس (بالإنجليزية: Andrew Fox)‏ (15 يناير 1993 في المملكة المتحدة - ) هو لاعب كرة قدم إنجليزي في مركز الدفاع. لعب مع نادي بيتربورو يونايتد ونادي كيدرمينستر هاريرز لكرة القدم وWest Texas FC ‏.

## وصلات خارجية
- أندرو فوكس على موقع قاعدة بيانات كرة القدم.إي يو (الإنجليزية)
- أندرو فوكس على موقع Soccerbase.com (لاعب) (الإنجليزية)
- أندرو فوكس على موقع Soccerway.com (الإنجليزية)